# توماس جي. سترايت
توماس جي. سترايت هو سياسي أمريكي، ولد في 25 ديسمبر 1846 في مقاطعة تشيستر في الولايات المتحدة، وتوفي في 18 أبريل 1924 في لانكستر في الولايات المتحدة. نشط حزبياً في الحزب الديمقراطي. وقد انتخب عضو مجلس ولاية كارولاينا الجنوبية ‏ وانتخب عضو مجلس النواب الأمريكي ‏.